# Неогексан
Неогекса́н (або 2,2-димети́лбута́н) — органічна сполука класу алканів, один з ізомерів гексану (C6H14) складу CH3-C(CH3)2-CH2-CH3.

## Будова
Основний ланцюг — бутан, з двома приєднаними метильними групами:

## Фізичні властивості
- температура плавлення -99,9 °C;
- температура кипіння 49,73 °C;
- молярна маса 86,18 г/моль.

## Отримання
2,2-диметилбутан можна синтезувати шляхом гідроізомеризації 2,3-диметилбутану з використанням кислотного каталізатора.
Він також може бути синтезований шляхом ізомеризації н-пентану в присутності каталізатора, що містить комбінацію однієї або більше сполук з паладію, платини, родію та ренію на матриці цеоліту, оксиду алюмінію, діоксиду кремнію або інших матеріалів. Такі реакції створюють суміш кінцевих продуктів, включаючи ізопентан, н-гексан, 3-метилпентан, 2-метилпентан, 2,3-диметилбутан та 2,2-диметилбутан. Оскільки склад кінцевої суміші залежить від температури, бажаний кінцевий компонент можна отримати вибором каталізатора та шляхом комбінації контролю температури та дистиляції.

## Застосування
Використовується як добавка до моторного палива, що покращує його якість.